# 池田タクシー
池田タクシー（いけだタクシー）は、大阪府池田市に本社があるタクシー事業者である。全国に同じ名前の株式会社、有限会社、個人タクシーがあるが特に資本関係は無い。
2010年2月発足の新池田タクシー株式会社は、2009年まで門真市にて営業していた新進交通を引き継ぎ、池田タクシーの100%出資、かつ拠点を豊中市に移転させたうえで再スタートした。

## 概要
大阪府池田市、箕面市を中心に北摂西エリアを営業エリアとしている。
2004年10月21日よりそれまで660円だった初乗り運賃を550円に値下げするなど高サービス低料金を実施していた。他には、迎車料金が無料であった。しかし、いずれも2008年6月21日から新料金体系を導入し、初乗り運賃は620円、迎車料金が200円と値上げとなり、2014年の消費税率引き上げにより初乗り運賃は660円に引き上げられた。遠距離割引は、9000円を超える分が1割引。
無線呼出しのための電話がフリーダイヤルの時期もあったが廃止され、現在は普通の固定電話となっている。
なお、池田市に本社があるが大阪国際空港のタクシー乗り場から乗車することは出来ない。

## 各営業所（車庫）所在地
- 池田営業所
  - 大阪府池田市天神1丁目9番9号
- 石橋営業所
  - 大阪府池田市石橋1丁目 阪急石橋阪大前駅西側
- 桜井営業所
  - 大阪府箕面市桜井1丁目 阪急桜井駅北側
- 箕面営業所
  - 大阪府箕面市箕面2丁目 阪急箕面駅西側